# El libro del cementerio
El libro del cementerio (título original en inglés The graveyard book) es una novela del escritor británico Neil Gaiman que parodia con una mezcla de humor, ternura y originalidad los géneros fantástico y de terror, y que fue publicada en 2008. El propio autor asegura haberse basado en El libro de la selva, Rudyard Kipling. Ha sido llevada al cómic y al cine.

## Resumen
La historia comienza cuando Jack (generalmente referido en la novela como "el hombre Jack") asesina a la mayoría de los miembros de una familia (más tarde reveló ser la familia Dorian) excepto por el niño de arriba. Desconocido para él, el niño ha salido de su cuna para explorar. El niño pequeño se arrastra fuera de la casa y sube una colina a un cementerio donde los fantasmas lo encuentran. Ellos discuten si mantenerlo hasta que aparezca la Señora del Gris (implícita para ser el Ángel de la Muerte) y sugiere que el bebé sea mantenido ("Los muertos deben tener caridad"). Los fantasmas aceptan, y la señora Owens (el fantasma que descubrió por primera vez al bebé) y su esposo, el señor Owens, se convierten en los padres adoptivos. El bebé se llama Nadie Owens (ya que la Sra. Owens declara "Él no se parece a nadie excepto a sí mismo") y se le concede la Libertad del Cementerio, que no permite a nadie pasar a través de objetos sólidos en el cementerio, incluyendo sus puertas. El cuidador Silas (posteriormente implicado en ser un vampiro antiguo y antes malvado, ahora reformado) acepta el deber de proveer a Nadie. El hombre Jack es persuadido por Silas que el niño se ha arrastrado por la colina, y eventualmente pierde el rastro.
La mayor parte del libro trata sobre las aventuras de Nobody (a menudo llamado Nad) entrando y saliendo del cementerio a medida que crece. De niño, se hace amigo de una niña llamada Scarlett Perkins, y finalmente su madre la convence de que él es su amigo imaginario. Es con ella que Nad descubre una criatura llamada Sleer, que lleva miles de años esperando que su "Maestro" venga y lo reclame. El mayor deber del Sleer es proteger al Maestro y su tesoro del mundo. Los padres de Scarlett creen que ella se ha perdido durante esta aventura y cuando regresa, en consecuencia deciden mudar a la familia a Escocia. Nadie es capturado por los Ghouls y luego rescatado por su tutor Miss Lupescu, descubriendo que es un Sabueso de Dios (es decir, un hombre lobo). Bod se hace amigo de Elizabeth Hempstock, el fantasma de una bruja ejecutada injustamente, y a través de una corta aventura que incluye ser secuestrada por un codicioso propietario de una casa de empeños, encuentra una lápida para ella. Una vez que intenta asistir a la escuela primaria regular con otros niños, pero termina en un desastre cuando dos matones le impiden mantener un perfil bajo. A lo largo de sus aventuras, Bod aprende habilidades sobrenaturales como Fading (permite que Nad se vuelva invisible, pero solo si nadie le está prestando atención), Haunting (que le permite a Nad hacer que las personas se sientan incómodas, aunque esta habilidad puede amplificarse para aterrorizarlas ) y Dream Walking (yendo a los sueños de otros y controlando el sueño, aunque no puede causar daño físico). Estas habilidades son enseñadas a Bod por sus amados padres de cementerio, su maestro fantasma, el Sr. Pennyworth, y Silas.
Pasan los años, y se revela que Jack todavía ha estado buscando al niño que no había podido matar. Él debe completar su tarea o su antigua sociedad secreta, los Jacks of All Trades, será destruida por el niño sobreviviente. Se revela que Jack originalmente fue a matar a la familia Dorian debido a una profecía que decía que Nad destruiría a los Jacks.
En el 14.º año de Nad en el cementerio, Silas y Srta. Lupescu se van a asistir a algún negocio. Mientras tanto, Scarlett y su madre vuelven a la ciudad después de que sus padres se divorciaron, y ella y Nad se reúnen. Scarlett también ha hecho amistad con un historiador llamado Mr. Jay Frost que vive en una casa no muy lejos del cementerio. Investigando el asesinato de la familia de Nad, Scarlett aprende que el historiador vive en la casa que Nad vivió una vez. Nad visita la casa, en un esfuerzo para aprender más sobre su familia. Al mostrar a Nad la habitación en la que vivió cuando era un bebé, el Sr. Frost revela que en realidad es el hombre Jack; Jack Frost es su verdadero nombre.
Nad es perseguido por el hombre Jack y otros cuatro miembros de la Orden, los Jacks of All Trades. Nad y Scarlett escapan al cementerio donde Nad es capaz de derrotar a cada Jack por separado, a excepción de Jack Frost. Jack Frost lleva a Scarlett cautivo en la cámara del Sleer, pero luego es engañado por Nad a reclamarse como el maestro del Sleer. El Sleer envuelve a Jack Frost en un "abrazo", y desaparecen en la pared, presumiblemente "protegiéndolo del mundo", para siempre. Silas vuelve, y se revela que él y la Srta. Lupescu son miembros de la Guardia de Honor, dedicada a proteger "las fronteras entre las cosas". Con otros dos seres sobrenaturales (el Ifrit Haroun y la momia alada Kandar), han combatido a los Jacks of All Trades a lo largo de la novela (explicando referencias anteriores hechas por los Jacks a las pérdidas en varias ciudades alrededor del mundo). Aunque logran destruir la sociedad, la señorita Lupescu es asesinada en la batalla, a Silas y la gran pena de Nad.
En el capítulo final del libro, Nad tiene "unos 15" y está perdiendo lentamente la Libertad del Cementerio e incluso su habilidad para ver fantasmas. Al final del libro, Silas le da a Nad algo de dinero y un pasaporte con el nombre de Nadie Owens. Nad se despide de su familia y amigos y abandona el cementerio para embarcarse en una nueva vida.

## Premios
- Ganadora de la Medalla Newberry 2009 a la mejor novela juvenil estadounidense.[2]
- Ganadora del Premio Hugo a la mejor novela, de 2009.[3]
- Ganadora del Premio Locus a la mejor novela para jóvenes adultos, de 2009.[4]
- Ganadora de la Medalla Carnegie 2010.[5]

## Personajes
- Nadie Owens: Apodado normalmente como "Nad". Es el personaje principal  de la historia, criado por los fantasmas desde que tiene memoria.
- Silas: Es el principal tutor de Nad. Es un ser de origen desconocido (se cree que es un vampiro) que vive entre la muerte y la vida.
- La Srta. Lupescu: Es el reemplazo de Silas cuando se ausenta. Es alta, pálida y canosa. Es una licántropa, o como ella se hace llamar Sabueso de Dios.
- Los Owens: Los padres adoptivos de Nad, una pareja de fantasmas que murieron un siglo atrás.
- Scarlet: es la única amiga no muerta de Nad, quien conoce desde su infancia y vuelve a encontrarlo en el futuro.
- Liza Hempstock: Es una fantasma quien ahogaron en el pasado, creyéndola bruja. Al inicio, se encuentra triste porque nunca tuvo una lápida digna, con su nombre. Se hace amiga de Nad cuando este le ayuda a conseguirla.
- La dama de Gris: Es una mujer alta y blanca casi transparente , que viaja en un caballo. Es la encarnación de La Muerte.
- El hombre Jack: Desea asesinar  a Nad desde el día de su nacimiento.
- Los Ghouls

## Adaptación cinematográfica
El director Neil Jordan firmó un contrato para escribir y dirigir una adaptación de la película, que en enero de 2010 estaba en preproducción. Sin embargo, en abril de 2012, los derechos de la adaptación fueron adquiridos por Walt Disney. Henry Selick, director de Coraline (también de Neil Gaiman), fue elegido para dirigir "El Libro del Cementerio".
Después de que el estudio y Selick se distanciaran debido a los horarios y el desarrollo de la película, se anunció en enero de 2013 que Ron Howard dirigiría el largometraje; pero fue a trabajar en otros proyectos, por lo que el proceso de producción fue detenido durante un tiempo.
En julio de 2022 se anunció que Marc Foster dirigiría la adaptación cinematográfica con Renée Wolfe, Gil Netter and Ben Brown como productores y David Magee escribiendo el guion. Más tarde, ese mismo año, Neil Gaiman afirmó que no estaba involucrado en la película. 

## Adaptación a novela gráfica
El artista P. Craig Russell, junto con Galen Showman, Kevin Nowlan, Jill Thompson, David Lafuente, Stephen Scott, Scott Hampton and Tony Harris, ha adaptado el libro en una novela gráfica en dos volúmenes. El primero se publicó el 29 de julio de 2014, el segundo el 7 de octubre.